# 赵进东
赵进东（1956年11月—），男，原籍江苏武进，生于重庆，中国植物生理学及藻类学家，北京大学生命科学学院教授、副院长。

## 生平
1956年生于重庆，原籍江苏武进。1982年毕业于西南师范大学，1990年在美国德克萨斯大学获博士学位。2007年当选为中国科学院院士。2018年1月，当选第十三届全国政协委员。

## 社会兼职
中国植物学会常务理事，中国植物生理学会常务理事，中国中学生生物学竞赛委员会主任。